# El clon (telenovela)
El Clon es una telenovela realizada por RTI Televisión para Telemundo en el año 2010. Es un remake de la exitosa telenovela brasileña O Clone escrita por Gloria Pérez y producida bajo originalidad de Rede Globo. Protagonizada por Mauricio Ochmann y Sandra Echeverría y con las participaciones antagónicas de Andrea López, Juan Pablo Raba y Majida Issa.
El Clon se graba en Miami, Marruecos y principalmente en Colombia. Las escenas donde aparece en la playa son en el South Beach, y se grabaron los 30 capítulos en Marruecos, después en Bogotá y Girardot, en donde se ambienta la ciudad marroquí de Fez.
Varios actores viajaron a Miami a grabar la mayoría de escenas en playas y lugares turísticos de Miami.

## Sinopsis

### Primera etapa
1987, Por causa de la muerte repentina de su madre en Estados Unidos, Jade regresa a vivir en Marruecos con su familia, sin imaginarse que allí encontraría al hombre que el destino le tendría designado como su único amor. Ella se siente obligada a entrar en una cultura musulmana que a su edad le es ajena, pero gracias a la sensualidad de su baile, el dueño de su corazón llega como forastero para enamorarse a primera vista. Y así comenzó el más grande, bonito pero también egoísta amor. 
Lucas es un hombre que vive en medio de los lujos por el éxito de Leonardo Ferrer, su padre, y la influencia de sus empresas exportadoras; un soñador que anhela ser músico, mientras su familia intenta persuadirlo para que se interese en sus negocios. Diego es el polo opuesto de su hermano gemelo y es el candidato a heredar el imperio de Leónidas, un conquistador alegre y emprendedor que termina envuelto en una pelea sin tregua con su papá, por una mujer.
La belleza de Jade y la gracia de sus movimientos enloquecen a Lucas, cuando por curiosidad termina husmeando en la casa del tío Alí, un muy conservador defensor de las costumbres musulmanas, capaz de enfrentarse al mundo con tal de oponerse a una unión que no está bendecida por su religión.
El tío Alí y Abdul, quien es aún más conservador y ortodoxo que Alí, se convertirán en enemigos del amor de Jade y Lucas, pues tal como lo dicta su cultura, no permitirán que un forastero entre a romper las reglas del Corán, y así arregla el matrimonio de sus dos sobrinas con Said y Mohamed, sobrinos de Abdul.
Para desgracia de Lucas, Diego muere en un accidente  de avión cuando va a visitar a su novia Marisa (ocurrido el 24 de enero de 1988), situación que se convierte en el obstáculo de un amor que prometía enfrentarse a los designios de la ley divina. Lucas, por dolor, termina aplazando su historia de amor con Jade y la obliga, en medio de su vergüenza y su pecado oculto, a casarse con Said.
Lucas y Jade se separan por primera vez, en un intento que parece definitivo bajo amenaza de muerte, y él toma el lugar de su hermano tanto en la empresa como al lado de su novia Marisa, con quien se casará poco después.
1990, en Miami, el científico Augusto Albieri, trastornado por la muerte de Diego, su ahijado, clona a Lucas en secreto, creando así desde el vientre de una mujer: Dora, cuyo deseo infinito es tener una criatura en sus brazos, a un clon genéticamente exacto a Diego. Todo eso, indirectamente, se encargará de unir el amor mítico de Jade y Lucas para lograr consagrar una leyenda mágica, escrita por el destino.
Sin embargo, los errores cometidos en el pasado no acaban con la historia de amor entre Lucas y Jade, y en un encuentro terminan reviviendo su amor. Lucas y Marisa se separan, hasta que la noticia de una hija respectiva, les obliga a retomar su matrimonio.

### Segunda etapa
La historia tiene un giro 20 años después: Lucas, al sustituir a su hermano, tuvo una hija con su novia Marisa llamada Natalia. Natalia es un orgullo tanto para sus padres como para su abuelo por su excelencia académica, pero ella siente que le falta disfrutar más la vida. Mientras otros salen a las calles a divertirse, Natalia se queda en su habitación sola y estudiando. Afortunadamente en medio de todos sus problemas lo contratan a Alejandro, un chófer y exluchador, con quien tendrá un gran odio hasta que cambie poco a poco por un amor intenso hasta llegar a tener una relación. Marisa no permitirá que su hija se case con alguien de clase baja y se opondrá a este romance, haciendo que Natalia intente cubrir su dolor con alcoholismo y drogadicción, dando un golpe duro a su vida.
Daniel, el clon, también ha crecido, con un resentimiento grande a su madre por haberlo alejado de Albieri al que conoce como "papá", ya que su madre Dora quería una vida simple y no de lujos para él. Por lo tanto Dora lo tuvo que alejar desde niño del doctor, así que Daniel escapa de Dora para encontrar a Albieri y Dora lo seguirá para aclarar todas sus dudas.
Jade se ha convertido en una madre de familia y ha tenido que quedarse con Saíd para educar a su hija con las costumbres que le proporciona su cultura. Pronto Saíd obtiene un contrato empresarial con los Ferrer, haciendo que por el viaje de negocios de Saíd con su familia, Jade y Lucas vuelvan a tener esa sed de estar juntos. Pero para lograr el cometido habrá que superar varias pruebas difíciles y todo empeorará cuando Daniel aparezca en la vida de Jade, haciendo que la gente que gira alrededor de Lucas y Daniel tengan graves problemas en sus vidas...

### Final
Escobar no puede reconquistar a Clara, y después de varios intentos, se da por vencido, entonces Alicia, la sobrina de Luisa, lo seduce, juega con él y le dice que se busque otra que sí valga la pena. Natalia, después de haber tenido a su bebé que tuvo problemas de respiración, mejoró y se mantuvo sano. Por eso Natalia le pide a Marisa que la interne en una clínica contra adicciones para no hacerle ningún daño al bebé. Natalia se interna, pasan los meses y lo logra, día a día continúa luchando con la ayuda de Alejandro, su familia, y su padrino Enrique. Ahora ya recuperada, junto a Fernando, abren una clínica para drogadictos y le pusieron "Paula" la cual fue el nombre de la amiga drogadicta que no volvieron a ver. Marisa comprende todo, acepta que Lucas vaya con Jade y se va de la casa, en el camino, por la playa, conoce a un hombre que la hizo reír mientras estaba triste y de ahí comenzó una relación de amor sincero y muy fuerte con el que ella fue feliz. Dora gana la demanda de Leonardo y todos celebran en la casa de ella, pero en ese momento Daniel desaparece. Entonces Miguel, nueva pareja de Dora, le dice que confíe porque él siempre vuelve. Daniel mientras con miedo a que Albieri se mate (ya que lo buscaban para enviarlo a la cárcel), lo sigue al desierto en donde Albieri le dice que lo deje, Daniel no acepta y ambos continúan caminando por el desierto, siendo esta la última escena en la que aparecen ambos. Luisa y la reportera que querían información del clon, buscan a Albieri, Luisa quiere regresar con él y la reportera a quien nadie cree que el clon existe, quiere probar que sí, dándole pruebas al mundo. Alicia se aleja de los personajes principales, pero aun así sigue con sus estafas. Lattifa y Mohámmed viven felices con su familia, el novio de Zamira decide convertirse en musulmán para estar con ella, por lo que Mohámmed le da clases y acepta la relación. Nazira escapa con Pablo y vive muy feliz con él. Saíd quiere ver feliz a Khadija y la deja ver a Jade cada semana, pero Saíd tiene otra esposa que a diario pelea con Ranya, pero igualmente es feliz, a su modo. Karla y su mamá se van al mar en donde están escogiendo al próximo que será estafado por ellas. Cristina y Leonardo tienen gemelos y todo inicia de nuevo en la casa Ferrer. El tío Alí se casa con Zoraida y ambos viven felices juntos, ella hace que en la casa no haya peleas y haya paz.Al final Jade y Lucas viven felices, el amor nunca se rompió, y con el tiempo solo se fortaleció.

## Reparto

### Personajes principales
| Actor                    | Personaje                                                         | Descripción |
| ------------------------ | ----------------------------------------------------------------- | --- |
| Mauricio Ochmann         | Lucas Ferrer (Protagonista) Diego Ferrer Daniel Padilla "El Clon" | Protagonista, segundo hijo de Leonardo, enamorado de Jade, exmarido de Marisa, padre de Natalia, al final se queda con Jade. Gemelo de Lucas, hijo primogénito de Leonardo, enamorado de Marisa, fue amante de Cristina, fallece en un accidente. Hijo de Dora y nieto de Doña Stella, clon en semejanza de Diego y confundible con Lucas. |
| Sandra Echeverría        | Jade Mebárak de Hashim / de Ferrer                                | Protagonista, sobrina-nieta de Alí, prima de Latiffa, enamorada de Lucas, exesposa de Saíd y madre de Jadiya. Al final se queda con Lucas. |
| Saúl Lisazo              | Leonardo Ferrer                                                   | Padre de Lucas y Diego, abuelo de Natalia y suegro de Marisa cuando se casa con Lucas. |
| Roberto Moll             | Augusto Albieri                                                   | Científico, padrino de Lucas y Diego, "creador" de Daniel "El Clon", esposo de Luisa. |
| Géraldine Zivic          | Cristina Miranda                                                  | Enamorada de Leonardo. Tuvo un romance con Diego, mejor amiga de Dora y de Vicky, al final le da dos hijos gemelos a Leonardo. |
| Andrea López             | Maria Luisa "Marisa" Antonelli de Ferrer                          | Villana Principal. Enamorada de Diego, pero al fallecer éste, se casa con Lucas, madre de Natalia. Después se vuelve amante de Saíd. |
| Juan Pablo Raba          | Said Hashim                                                       | Villano principal. Hermano de Mohamed y Nazira, exesposo de Jade, padre de Jadiya, tío de Zamira y Amin, amante de Marisa. |
| Daniel Lugo              | Alí Mebárak                                                       | Tío-abuelo de Jade y Latiffa. Al final se casa con Zoraida. |
| Tiberio Cruz             | Zein                                                              | Dueño del nuevo club, amigo de Saíd, está enamorado de Jade y se casa con ella pero después se separan. |
| Carlos Barbosa Romero    | Abdul Hashim                                                      | Tío de Nazira, Mohámed y Saíd, tío abuelo de Zamira, Amin y Jadiya. |
| Lucy Martínez            | Mamá Rosa                                                         | Nana de Diego, Lucas, Natalia, empleada doméstica de Los Ferrer. |
| Luz Stella Luengas       | Zoraida de Mebárak                                                | Sirvienta de Alí, gran confidente de Jade y Latiffa. Se casa con Alí. |
| Mijail Mulkay            | Mohámed Hashim                                                    | Hermano de Saíd y Nazira, esposo de Latiffa, cuñado de Jade, Padre de Zamira y Amin, tío de Jadiya. |
| Adriana Romero Henríquez | Luisa de Albieri                                                  | Secretaria y esposa de Albieri, tía de Alicia. |
| Andrea Montenegro        | Nazira Hashim                                                     | Hermana de Mohámed y Saíd, tía de Zamira, Amin, y Jadiya. Al final se queda con Pablo. |
| Carla Giraldo            | Latiffa Mebárak de Hashim                                         | Prima de Jade, sobrina-nieta de Alí, esposa de Mohámed, madre de Zamira y Amín y tía de Jadiya. |
| Indhira Serrano          | Dora Encarnación Padilla                                          | Madre de Daniel "El Clon", hija de Doña Stella, mejor amiga de Cristina y de Vicky y exposa de Osvaldo. |
| Pedro Telémaco           | Osvaldo Medina                                                    | Exesposo de Dora. Termina en la cárcel. |
| Carmen Marina Torres     | Doña Stella vda de Padilla                                        | Madre de Dora, abuela de Daniel "El Clon". |
| Christian Tappan         | Raúl Escobar                                                      | Colaborador de Albieri, padre de Fernando y esposo de Clara. Fue amante de Alicia. |
| Liliana González         | Clara de Escobar                                                  | Esposa de Raúl, madre de Fernando, trabaja con Leonidas de recepcionista. |
| Laura Perico             | Natalia Ferrer Antonelli                                          | Hija de Lucas y Marisa, nieta de Leonardo, enamorada de Alejandro y tiene un hijo de él, se convierte en drogadicta. |
| Roberto Manrique         | Alejandro "Snake" Cortez                                          | Hijo de Gloria, novio de Natalia y tiene un hijo con ella. |
| Gary Forero              | Pablo                                                             | Mejor amigo y entrenador de Alejandro, trabaja en el gimnasio.exnovio de Andrea y alicia. Se enamora de Nazira y se queda con ella. |
| Linda Lucía Callejas     | Gloria                                                            | Madre de Alejandro. |
| Álex Rodríguez           | Julio                                                             | Asistente de Albieri. |
| Estefania Gómez          | Vicky                                                             | Mejor amiga de Dora y Cristina. |
| Victoria Góngora         | Lucía Del Valle                                                   | Esposa de Roberto, madre de Andrea. |
| Didier van der Hove      | Roberto del Valle                                                 | Esposo de Lucía, padre de Andrea. Trabaja con Leonardo. |
| Sara Corrales            | Karla Pérez                                                       | Exnovia de Alejandro, interés amoroso de Amín. Tiene un hijo de Roberto. |
| Luly Bossa               | Hilda Pérez                                                       | Madre de Karla. |
| Sandra Beltrán           | Alicia                                                            | Sobrina de Luisa, trabaja con Albieri, enemiga de Clara, exnovia de Escobar y Pablo. |
| Majida Issa              | Rania                                                             | Segunda esposa de Saíd, hermana de Amina. Odia a Jadiya y a Jade, tiene un hijo de Said y al final se queda con él. |
| Juan David Agudelo       | Fernando Escobar                                                  | Hijo de Raúl y Clara, amigo de Natalia y Paula, se convierte en drogadicto. |
| Valeria Chagüi           | Jadiya Hashim Mebárak                                             | Hija de Jade y Saíd. Odia a Rania. |
| Mónica Uribe             | Andrea del Valle                                                  | Hija de Roberto y Lucía. Mejor amiga de Natalia. |
| Daniela Barrios          | Zamira Hashim Mebárak                                             | Primera hija de Mohámmed y Latiffa, enamorada de Carlos. |
| Santiago Sánchez         | Amín Hashim Mebárak                                               | Segundo hijo de Mohámmed y Latiffa, enamorado de Karla. |
| Abel Rodríguez           | Enrique "Ricky"                                                   | Mejor amigo de Leonardo. Tiene problemas con el alcohol, por poco y casi fallece cuando Said lo envenena accidentalmente, con la intención de envenenar a Lucas. |
| Nini Yohana Pabón        | Carolina                                                          | Esposa de Enrique, amiga de Clara. |
| Paula Barreto            | Amalia Santos                                                     | Novia de Leonardo, periodista. |
| Juliana Posso            | Amina                                                             | Hermana de Rania. |
| Andrea Ribelles          | Paula                                                             | Amiga de Natalia y Fernando, se convierte en drogadicta. Desaparece. |
| Claudia Torres           | Consuelo                                                          | Prima de doña Hilda y tía de Karla. |
| Néstor Alfonso Rojas     | Armando Ramos                                                     | Detective que contrata Luisa para seguir a Albieri. |
| Jairo Guerrero           | Ramoncito                                                         | Trabajador en el café de Gloria. |

### Personajes secundarios
| - Santiago Gómez - Carlos - Jeimy Ramírez - Anita - Mara Echeverry - Doctora Silvia - Magdiel Rojas - Norma - Antonio Jiménez - Policía - Fabio Enrique Camero - Detective Peláez - Diana Mendoza - Diana - Leonardo Acosta - Rogelio - Lina Urueña - Sumaya - Guillermo Villa - Padre Andrés - Alfonso Rojas - Armando Ramos - Juan Manuel Díaz - Felipe Manrique - Omar Antonio Gonzales - Juan Jacob Isaza - Fernando Perea | - Consuelo Moure - Zoraida Duque - Carolina Ramos - Eliana Salazar - Yaneth Aldana - Nicolás Núñez - Verónica Ramírez - Edwin Chavarriaga - Daniel Santos - Catherine Galindo - Herman Sánchez - Juan Carlos Restrepo - Milena Granados - Hermana de Karla |

## Producción
- La telenovela fue filmada en diferentes localizaciones, entre ellas Colombia, Girardot, Miami y Marruecos, esta última por su clima tan caliente, ambientando en la ciudad de Fez, Marruecos.

## Versiones
- El Clon es la versión hispana para Telemundo y Rede Globo de la telenovela original brasileña O Clone, producida en el año 2001 protagonizada por Murilo Benício como Lucas y Giovanna Antonelli como Jade. Murilo y Giovanna comenzaron a salir y tuvo un hijo, el noviazgo terminó en 2005.

## Premios y nominaciones

### TV Adicto Golden Awards
| Año  | Categoría                   | Nominados        | Resultado |
| ---- | --------------------------- | ---------------- | --------- |
| 2010 | Mejores créditos de entrada | Hugo León Ferrer | Ganador   |
| 2010 | Mejor telenovela extranjera | Hugo León Ferrer | Ganador   |